# Lucie Satrapová
Lucie Satrapová (født 3. juli 1989 i Havlíčkův Brod, Tjekkiet) er en kvindelig tjekkisk håndboldspiller, der spiller for fransk Paris 92 og Tjekkiets kvindehåndboldlandshold, som playmaker.